# Antonio Hidalgo
Antonio Hidalgo Morilla (Barcellona, 8 febbraio 1979) è un allenatore di calcio ed ex calciatore spagnolo, di ruolo centrocampista, tecnico del Deportivo La Coruña.